# 克拉斯諾希爾卡 (丘德尼夫市鎮)
50°0′37″N 28°0′59″E / 50.01028°N 28.01639°E
克拉斯諾希爾卡（烏克蘭語：Красногірка），是烏克蘭的村落，位於該國北部日托米爾州，由日托米爾區丘德尼夫市鎮負責管轄，始建於1760年，面積1.07平方公里，海拔高度246米，2001年人口266，人口密度每平方公里249.3人。